# Cyrtocamenta pallida
Cyrtocamenta pallida är en skalbaggsart som beskrevs av Ahrens 2000. Cyrtocamenta pallida ingår i släktet Cyrtocamenta och familjen Melolonthidae. Inga underarter finns listade i Catalogue of Life.